# Seidenwebschule Zürich

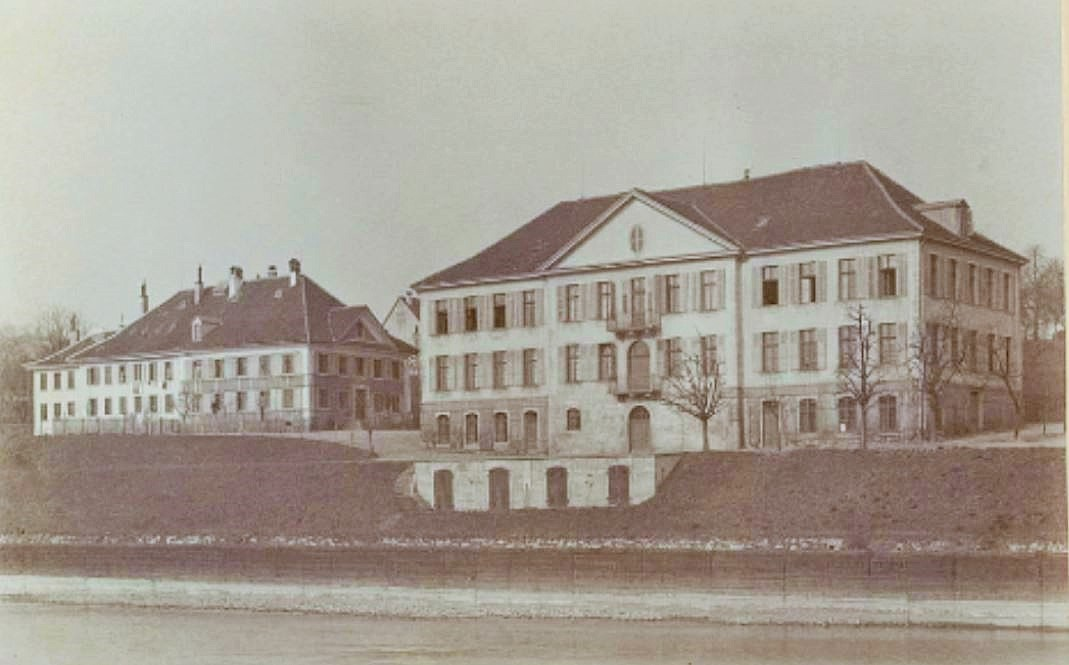
Zürcherische Seidenwebschule 1887, Zürich-Letten

Die Seidenwebschule Zürich wurde 1881 als Ausbildungszentrum der Zürcher Seidenindustrie in Zürich gegründet. 1944 ging sie in der Textilfachschule Zürich auf.

## Vorgeschichte
Die zürcherische Seidenindustrie wurde im Richtebrief der Burger von Zürich aus dem Jahre 1304 erstmals erwähnt und nahm im 17. Jahrhundert mit David & Heinrich Werdmüller ihren ersten Aufschwung. Von 1840 bis 1900 wurde sie zur wichtigsten verarbeitenden Industrie des Kantons Zürich. In den 1850er und 1860er Jahren war sie nach Lyon der weltweit zweitgrösste Seidenstoffproduzent. Ihre Spezialitäten waren schwarzer Taft und Beuteltücher (Müllergaze) zum Mehl sieben. Für die Entwicklung der Industrie war die Ausbildung tüchtiger junger Kräfte notwendig. 1881, zur Gründungszeit der Seidenwebschule, gab es in der Zürcher Seidenindustrie 30‘398 Handwebstühle und erst 3151 mechanische Webstühle.
Die von Johann Jakob Staub 1855 in Horgen eröffnete private Seidenwebschule musste 1864 geschlossen werden, weil wegen der Wirtschaftsflaute infolge des amerikanischen Bürgerkriegs, die Schüler ausblieben. 

## Geschichte
1866 reichte der Präsident der «Zürcherischen Seidenindustriegesellschaft» beim Zürcher Regierungsrat eine Petition zur Errichtung einer Webschule ein. 1873 hatten die Seidenfabrikanten des Kantons Zürich und in New York ansässige Schweizer Firmen 200'000 Franken für die Errichtung einer Seidenwebschule gespendet. In einer Volksabstimmung von 1878 wurde der Gesetzesentwurf für eine kantonale Webschule knapp verworfen. Im Auftrag der Generalversammlung der «Zürcherischen Seidenindustriegesellschaft» arbeitete die Webschulkommission unter Johann Jakob Abegg eine neue Vorlage, ein provisorisches Schulprogramm und ein neuer Vertrag mit der Stadt Zürich aus. 
Die damalige Stadt Zürich war bereit, der «Zürcherischen Seidenindustriegesellschaft» das alte «Hofmeistersche Gut» im Letten mit dem Hauptgebäude für die Schule und einem Nebengebäude für zwei Lehrerwohnungen und der Wasserkraft für die Webschule zur Nutzung zu überlassen sowie die Hälfte der Umbaukosten und die jährlichen Unterhaltskosten zu übernehmen. 

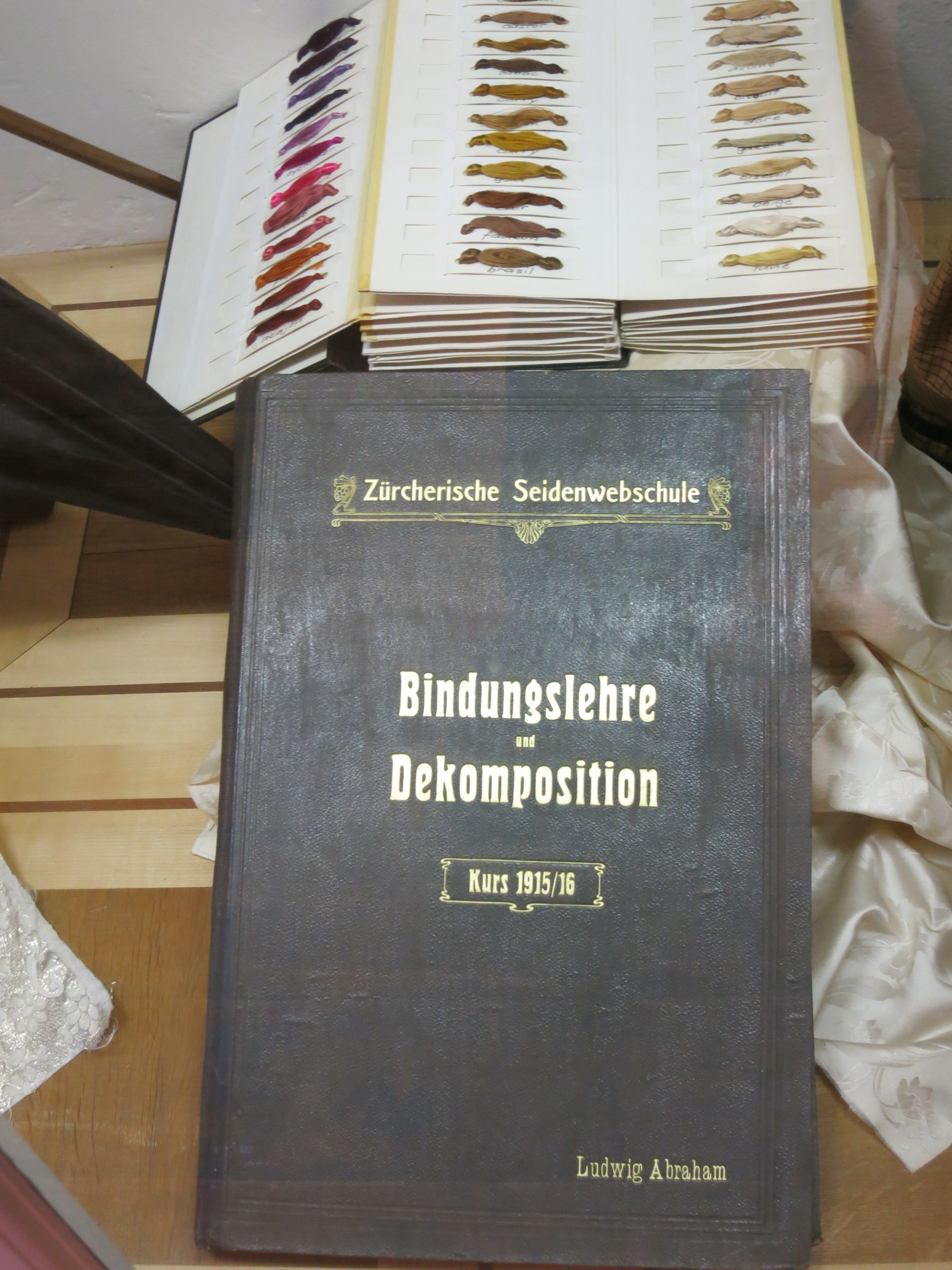
Ludwig Abraham: Zürcherische Seidenwebschule Kurs 1915–1916

Am 14. November 1881 wurde der erste Kurs der Zürcherischen Seidenwebschule mit zwei Lehrkräften (Direktor Hermann Huber, Lehrer G. Zweifel) und 21 Schülern im Alter von 16 bis 31 Jahren eröffnet. Abegg war von 1881 bis 1912 Präsident der Aufsichtskommission und wichtiger Förderer der Schule. 
Im Unterrichtsprogramm der Schule stand die technische Ausbildung im Vordergrund, während man die allgemeinen Fächer aus finanziellen Gründen fallen liess. Es gab zwei Jahreskurse mit vorwiegend praktischen Übungen im ersten Jahr und fachlicher Ausbildung für zukünftige Fabrikanten im zweiten. Anfänglich hatte die Handweberei im Unterrichtsstoff die grössere Bedeutung. Aufnahmebedingungen waren mindestens das 16. Altersjahr und sehr gute praktische Erfahrung im einfachen Seidengewerbe. Das Schulgeld betrug zwischen 200 und 500 Franken pro Jahr. 
Die Abteilung Handweberei war mit zehn Lyoner- und drei Zürcherwebstühlen (Cachenez-, Satin-, Anschnürstuhl) ausgerüstet. Von den Lyonerwebstühlen waren drei mit Jacquardmaschinen und sieben für Faille, Pékin, Satin, Ottoman usw. eingerichtet. Dazu kamen ein Lyoner Zetteltambour, ein Zürcher Zettelrahmen und ein Zürcher Windrad.
In der Abteilung mechanische Weberei standen zwei Honegger-Webstühle (für Lustrine und Rhadamés), eine Honegger Zettelmaschine, zwei Lyoner Spulmaschinen, eine Trameputzmaschine, eine Wiener Lisage. In den ersten beiden Schuljahren kamen noch ein Benninger Wechselstuhl und ein mechanischer Meyer-Täuber Webstuhl dazu. Im dritten Jahr hatte die Schule 16 Handwebstühle und 8 mechanische.
In den Jahren 1884 bis 1887 erfolgte die Einführung der Samtweberei, wofür ein mechanischer Doppelsamtwebstuhl angeschafft wurde. 1888 wurden von der Maschinenfabrik Rüti, den Gebrüdern Benninger Uzwil, von F. Martini Frauenfeld und H. Blank Uster sechs neue mechanische Webstühle gratis abgegeben. Die schweizerische Textilmaschinenindustrie stellte auch später ihre neuesten Erzeugnisse der Webschule zur Verfügung. 1906 verfügte die Schule über 26 Handwebstühle und 24 mechanische Webstühle, beide für Schaft- und Jacquardgewebe.
Mit der Unterrichtsreform wurden ab 1913 die Handweberei aufgegeben, die Kursdauer auf ein Jahr herabgesetzt und das Eintrittsalter auf 19 Jahre erhöht. Von 1881 bis 1931 hatten 1507 Schüler (1442 Schweizer, 65 Ausländer) die Schule besucht. Als Lehrkräfte wurden fähige, tüchtige Praktiker aus der Schweizer Industrie an die Schule berufen, da es in der Schweiz keine Fachlehrerausbildung der Textilindustrie gab.
Die Weltwirtschaftskrise der 1930er Jahre, die über die Seidenindustrie hereinbrach, drohte die Fortentwicklung der Schule zu gefährden, weil die Schülerzahlen zurückgingen.

## Textilfachschule Zürich
1939 stimmten die Jahresversammlung der «Webschulkooperation Wattwil» und die Generalversammlung der «Zürcherischen Seidenindustriegesellschaft» dem Plan zu, die beiden Schulen zu einem Textiltechnikum Zürich/Wattwil zu fusionieren. Der Zweite Weltkrieg und ein Veto aus St. Gallen, das eine Konkurrenz für seine Textilfachschulen befürchtete, brachten den Plan zu Fall. 
In Zürich wurde in der Folge eine Erweiterung der Ausbildung an die Hand genommen, die die neuen Berufsarten Webermeister und Webereitechniker, Disponenten, Textilkaufleute und Textilentwerfer sowie die Erstellung eines Maschinensaals als Anbau an das Schulgebäude umfasste. Im Mai 1944 wurden die neuen Statuten, die eine Umbenennung der Schule in Textilfachschule Zürich beinhalteten, vom Bundesamt für Industrie, Gewerbe und Arbeit (BIGA) bewilligt.
Der Maschinenpark im neuen Websaal wurde von der schweizerischen Textilmaschinenindustrie mit ihren neuesten Maschinen ausgestattet. 1946 waren das folgende Unternehmen:

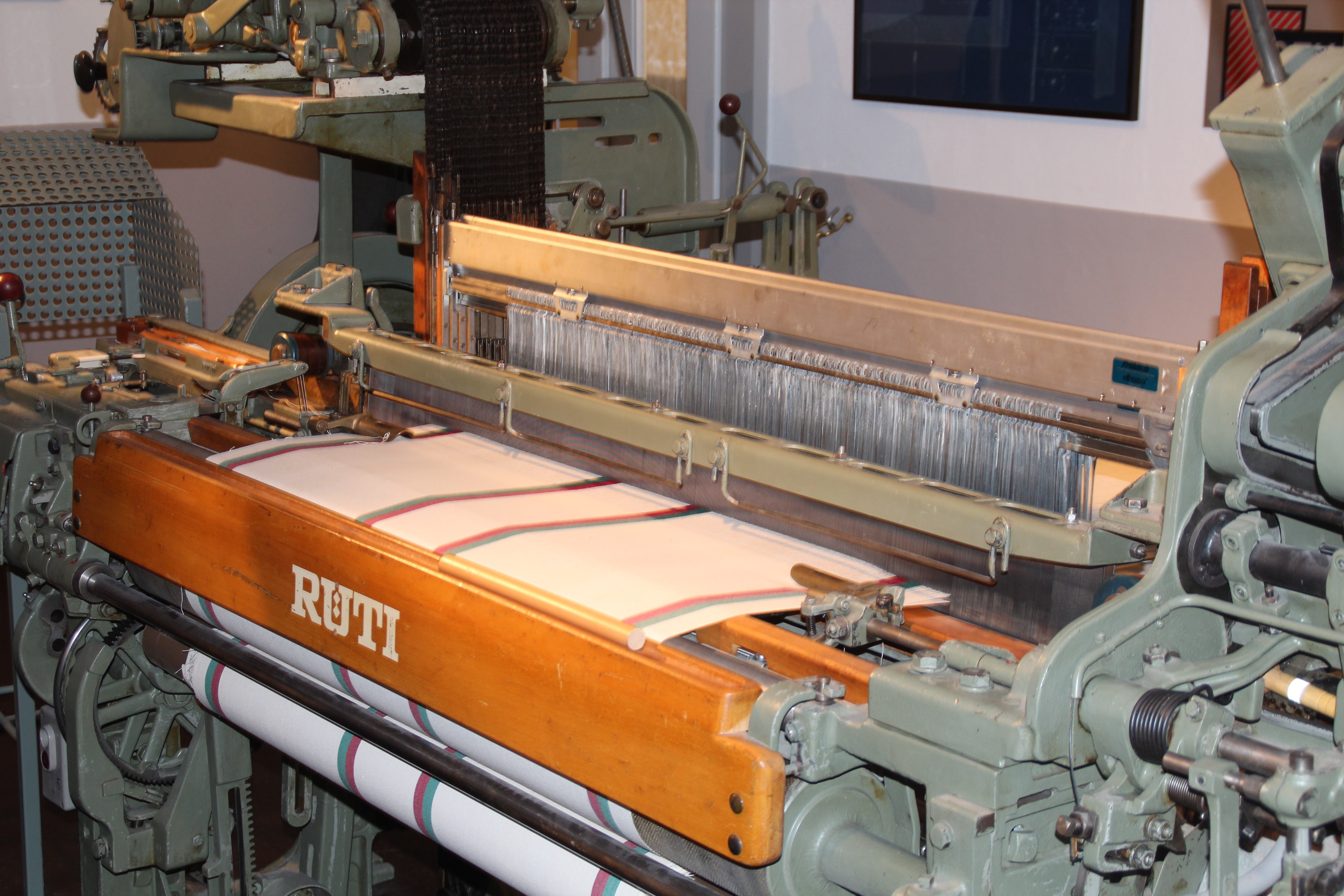
Schützenwebmaschine Rüti, um 1950

- A. Baumgartners Söhne AG, Rüti: Webeblätter
- Maschinenfabrik Benninger, Uzwil: Zettelmaschine, Webstühle
- Brown, Boveri & Cie.: BBC-Motoren
- Textilmaschinenfabrik Brügger & Cie., Horgen: spindellose Universal-Schussspulmaschine
- Ateliers de Construction Diederichs, Sainte-Colombe (Doubs)
- Grob & Co. AG, Horgen : Webgeschirre, Leichtmetallschäfte, Mehrzwecklitzen, Kettenwächter
- Carl Hamel AG, Arbon: Kunstseidenspinnmaschine, Zwei-Etagen-Ringzwirnmaschine
- Maschinenfabrik J. Jäggli & Co., Winterthur: Webstühle, Jaeggli-Seidenselbstweber
- Maschinenfabrik Oerlikon: Motoren
- Maschinenfabrik Rüti: Universal-Hochleistungs-Sektional-Schärmaschine SZU, Webstühle
- Maschinenfabrik Adolf Saurer, Arbon: Webstühle, Northrop-Automat
- Maschinenfabrik Schärer, Erlenbach: Präzisionskreuzspulmaschine PKK, Schussspulautomaten für Seide und Kunstseide
- Maschinenfabrik Schweiter AG: Windmaschine mit Spindeln, Präzisionkreuzspulmaschine KEK
- Gebrüder Stäubli & Co., Horgen: Schaftmaschinen (Schaftweberei), Schützenegalisiermaschine
- Samuel Vollenweider AG, Horgen: Blattbürstmaschine
- Zellweger AG, Uster: Webketten-Anknüpfmaschine «Klein-Uster»

1972 fusionierte die Textilfachschule Zürich mit der 1881 gegründeten Webschule in Wattwil zur «Genossenschaft Schweizerische Textilfachschule» (STF). Der Hauptsitz der STF ist in Wattwil, der Schulbetrieb findet auch in Zürich und St. Gallen statt. 
Die Archivbestände der «Genossenschaft Schweizerische Textilfachschule» wurden von den Staatsarchiven Zürich und St. Gallen übernommen. Die Gewebesammlung befindet sich im Schweizerischen Nationalmuseum und im Textilmuseum St. Gallen. Sie wurde zu Lehr- und Inspirationszwecken erstellt und reicht von koptischen Textilien bis zu neuesten technologischen Innovationen. Die Erschliessung der Archivbestände erfolgte 2017.